# Verenigd Koninkrijk op het Eurovisiesongfestival 2021
Het Verenigd Koninkrijk nam deel aan het Eurovisiesongfestival 2021 in Rotterdam, Nederland. Het was de 62ste deelname van het land aan het Eurovisiesongfestival. De BBC was verantwoordelijk voor de Britse bijdrage voor de editie van 2021.

## Selectieprocedure
Nadat het Eurovisiesongfestival 2020, waarop James Newman het Verenigd Koninkrijk zou gaan vertegenwoordigen, werd afgelast vanwege de COVID-19-pandemie, maakte de Britse openbare omroep op 19 februari 2021 bekend dat Newman een tweede poging mocht ondernemen om zijn vaderland te vertegenwoordigen op het Eurovisiesongfestival. Zijn bijdrage, dat als titel Embers kreeg, werd op 11 maart 2021 voorgesteld aan het grote publiek.

## In Rotterdam
Als lid van de vijf grote Eurovisielanden mocht het Verenigd Koninkrijk automatisch deelnemen aan de grote finale, op zaterdag 22 mei 2021. Daarin was James Newman als negende van 26 acts aan de beurt, net na Hurricane uit Servië en gevolgd door Stefania uit Griekenland. Het Verenigd Koninkrijk eindigde uiteindelijk puntenloos laatste. Het was voor het eerst sedert de hervorming van het puntensysteem in 2016, waardoor elk land twee sets van punten (één voor het publiek, één voor de vakjury) verdeelt, dat een land geen enkel punt wist te bemachtigen. Het was tevens de vijfde rode lantaarn ooit voor het Verenigd Koninkrijk, en de tweede nulpunter, na 2003.
1957 · 1958 · 1959 · 1960 · 1961 · 1962 · 1963 · 1964 · 1965 · 1966 · 1967 · 1968 · 1969 · 1970 · 1971 · 1972 · 1973 · 1974 · 1975 · 1976 · 1977 · 1978 · 1979 · 1980 · 1981 · 1982 · 1983 · 1984 · 1985 · 1986 · 1987 · 1988 · 1989 · 1990 · 1991 · 1992 · 1993 · 1994 · 1995 · 1996 · 1997 · 1998 · 1999 · 2000 · 2001 · 2002 · 2003 · 2004 · 2005 · 2006 · 2007 · 2008 · 2009 · 2010 · 2011 · 2012 · 2013 · 2014 · 2015 · 2016 · 2017 · 2018 · 2019 · 2020 · 2021 · 2022 · 2023 · 2024 · 2025
Albanië · Australië · Azerbeidzjan · België · Bulgarije · Cyprus · Denemarken · Duitsland · Estland · Finland · Frankrijk · Georgië · Griekenland · Ierland · IJsland · Israël · Italië · Kroatië · Letland · Litouwen · Malta · Moldavië · Nederland · Noord-Macedonië · Noorwegen · Oekraïne · Oostenrijk · Polen · Portugal · Roemenië · Rusland · San Marino · Servië · Slovenië · Spanje · Tsjechië · Verenigd Koninkrijk · Zweden · Zwitserland